# Mezira sayi
Mezira sayi är en insektsart som beskrevs av Nicholas A. Kormilev 1982. Mezira sayi ingår i släktet Mezira och familjen barkskinnbaggar. Inga underarter finns listade i Catalogue of Life.